# El canto del cisne (película de 2021)
El canto del cisne (título en inglésː Swan Song) es una película dramática y de ciencia ficción estadounidense de 2021 escrita y dirigida por Benjamin Cleary y producida por Mahershala Ali, Rebecca Bourke y Jonathan King. Ambientada en un futuro cercano, Ali interpreta a un esposo y padre a quien se le diagnostica una enfermedad terminal pero se le da una nueva solución: reemplazarse a sí mismo con un clon.
La película también está protagonizada por Naomie Harris, Awkwafina, Glenn Close y Adam Beach. Fue estrenada por Apple TV+ el 17 de diciembre de 2021.

## Sinopsis
Cuando a un amoroso esposo y padre, Cameron Turner, se le diagnostica una enfermedad terminal, se le presenta la opción de evitarle el dolor a su familia reemplazándolo con un clon. Turner no sabe si discutir la opción con su esposa.

## Reparto
- Mahershala Ali como Cameron Turner.
- Naomie Harris como Poppy Turner.
- Awkwafina como Kate, una humana previamente clonada.
- Glenn Close como la Dra. Scott, directora de clonación humana.
- Adam Beach como Dalton.

## Producción
En febrero de 2020, Apple TV+ anunció que había adquirido los derechos de la película, escrita y dirigida por Benjamin Cleary y protagonizada por Mahershala Ali. En septiembre, Naomie Harris se unió al elenco, y Awkwafina y Glenn Close firmaron en noviembre. Adam Beach anunció que fue agregado al elenco en diciembre.
La fotografía principal comenzó el 9 de noviembre de 2020 en Vancouver, Canadá y concluyó el 6 de febrero de 2021. La película se estrenó el 17 de diciembre de 2021.

## Premios y nominaciones
| Ceremonia            | Categoría                   | Nominado(s)    | Resultados | Ref.          |
| -------------------- | --------------------------- | -------------- | ---------- | ------------- |
| Premios Black Reel   | Mejor actor                 | Mahershala Ali | Pendiente  | [ 10 ] [ 11 ] |
| Premios Globo de Oro | Mejor actor - Drama         | Mahershala Ali | Nominado   | [ 10 ] [ 11 ] |
| Premios NAACP Image  | Mejor actor en una película | Mahershala Ali | Pendiente  | [ 10 ] [ 11 ] |
| Premios BAFTA        | Mejor actor                 | Mahershala Ali | Pendiente  |               |